# محمدآقالی
محمدآقالی (به لاتین: Məmmədağalı) یک منطقه مسکونی در جمهوری آذربایجان است که در شهرستان قبله واقع شده است. محمدآقالی ۴۱۵ نفر جمعیت دارد.